# Cayo Nordisquí
Cayo Nordisquí, o también conocido  Cayo Nordeste, es el nombre de un cayo del mar Caribe de 16,6 hectáreas que está protegido por ser parte del parque nacional Archipiélago de Los Roques, al norte de Venezuela, que administrativamente forma parte de las dependencias federales de Venezuela como uno de los cayos del archipiélago Los Roques. 
Su nombre se deriva como muchos islotes del archipiélago de la cartografía holandesa o inglesa; en este caso la denominación de este viene del inglés North East Key (Cayo Nordeste), que terminó siendo deformado y quedó como Cayo Nordisquí.

## Geografía
Se ubica en el mar Caribe venezolano al norte de la capital del país, en el extremo noroeste del Parque, al este de los cayos de Francisquí, Madrisquí y la Isla Gran Roque en la Barrera del Este que forma la llamada "Zona Primitiva Marina" del parque nacional.

## Turismo
Aparte de la espectacularidad de sus playas de blancas arenas, en este cayo se encuentran algunas formaciones coralinas y son visibles algunos naufragios que atraen el turismo nacional y extranjero. Sólo está abierta a los turistas en algunos meses del año debido a las restricciones relacionadas con la protección de algunas especies de aves. Son populares el windsurf y el kitesurf.